# McClary Ridge
McClary Ridge är en bergstopp i Antarktis. Den ligger i Västantarktis. Argentina, Chile och Storbritannien gör anspråk på området. Toppen på McClary Ridge är 265 meter över havet, eller 154 meter över den omgivande terrängen. Bredden vid basen är 3,1 km.
Terrängen runt McClary Ridge är varierad. Trakten är obefolkad. Det finns inga samhällen i närheten.